# Boletus pallidoroseus
Espèce
Boletinellus pallidoroseus, est une espèce de champignons basidiomycètes du genre Boletus de la famille des Boletaceae. Il ressemble à un hybride entre Boletus bicolor et Boletus pseudosensibilis. Cette espèce assez récemment décrite se caractérise par des couleurs rose, bleu comme des ecchymoses, et présente une réaction verte à l'ammoniaque.  On le trouve en Caroline du Nord, Virginie-Occidentale, dans l'État de New York, et dans l'Illinois.

## Description du sporophore

### Hyménohore
Hyménohore de  6 à 17 cm; convexe, devenant largement convexe ou presque plat et sec; lisse ou finement veloutée par endroits; rose pur quand il est jeune, devenant beige rosé.

### Hyménium
Surface des pores: jaune, devenant jaune olive; ecchymoses bleu; pores circulaires, 1-2 par mm; des tubes superficiels de moins de 1 cm de profondeur.

### Stipe
Le stipe va de 5-8 cm de long, de 2-3 cm d'épaisseur, plus ou moins égaux, non réticulée, ou légèrement à l'apex; assez lisse, jaunâtre au-dessus; rose clair en dessous, le bleu des ecchymoses, puis, lentement, brunâtre; le mycélium basal est blanchâtre.

### Chair
Chair blanche à jaunâtre dans l'hyménophore, jaune dans je stipe. Elle bleuit dans les endroits où il a été tranché.

### Odeur et goût
Odeur proche du bouillon de bœuf, goût fade.

### Spores
Sporée : brun olive. Caractéristiques microscopiques : Spores de 9-12 x 3.5 à 5.5 μ; lisse; subfusiforme; jaune dans le KOH.

### Habitat
Mycorhiziens avec les feuillus - peut-être exclusivement de chênes; seul ou dispersés, parfois grégaire. 
Connu dans les états de New York, en Virginie occidentale, Caroline du Nord, et dans l'Illinois.

### Saison
Été et automne.